# Snoop Dogg
Cordozar Calvin Broadus, Jr., känd under artistnamnen Snoop Dogg och Snoop Doggy Dogg, född 20 oktober 1971 i Long Beach i Kalifornien, är en amerikansk rappare, låtskrivare och skådespelare.

## Biografi
Snoop Dogg debuterade 1992 på Dr. Dres The Chronic. Året därpå släppte han sin första egna skiva, den kritikerrosade Doggystyle.
Snoop Dogg har verkat i många branscher; han har bland annat gett ut licensierade porrfilmer. Han medverkar som karaktären "Crow" i TV-spelet Def Jam: Fight for NY och i filmerna Brüno, Soul Plane, Starsky & Hutch, Bones, Training Day Baby Boy och Hoods of Horror. Han har även medverkat i TV-serierna Weeds, Las Vegas, Entourage, The L Word och Monk. Han har sålt över 40 miljoner album runt om i världen. Han är kusin med Brandy, Ray J och Nate Dogg. Snoop Dogg har även gjort sig känd för att vara en frekvent brukare av cannabis.
Snoop Dogg bytte ut artistnamnet Snoop Dogg till Snoop Lion i samband med sitt reggaealbum Reincarnated (2013).
Snoop Dogg har sedan några år tillbaka startat en Youtube-kanal "westfesttv" som även kallas för "GGN".

### Politiska utspel
Snoop Dogg har gjort ett flertal politiska utspel genom åren. I samband med presidentvalet 2012 listade han på Instagram tio anledningar till att rösta för Barack Obama (till exempel "He a black nigga", "He's BFFs with Jay-Z", "Michelle got a fat ass" och "He smokes Newports") och tio anledningar till att inte rösta för Mitt Romney (bland annat "He a white nigga", "That muthafucka's name is Mitt", "He a ho" och "He's a Mormon but he ain't got no hoes").
Han har hävdat att gängkriminaliteten i Los Angeles under 1980-talet var Ronald Reagans fel.
I samband med presidentvalet 2016 gav han sitt stöd till Hillary Clinton. I musikvideon till låten Lavender som släpptes i mars 2017 förekommer en clown-människa som ska föreställa USA:s president Donald Trump och som i videon kallas för "Ronald Klump". Snoop Dogg riktar en pistol mot clownens huvud. När Snoop Dogg ombads att kommentera musikvideon svarade han bland annat att "Ingen hanterar det riktiga problemet med denna jävla clown till president. Och den skiten vi har att hantera. Så jag ville ta en stund till att ta paus från en partyskiva och göra detta."

## Diskografi

### Studioalbum
- 1993 – Doggystyle
- 1996 – Tha Doggfather
- 1998 – Da Game Is to Be Sold, Not to Be Told
- 1999 – No Limit Top Dogg
- 2000 – Tha Last Meal
- 2002 – Paid tha Cost to Be Da Bo$$
- 2004 – R&G (Rhythm & Gangsta): The Masterpiece
- 2006 – Tha Blue Carpet Treatment
- 2008 – Ego Trippin'
- 2009 – Malice n Wonderland
- 2011 – Doggumentary
- 2013 – Reincarnated
- 2015 – Bush
- 2016 – Coolaid
- 2017 – Neva Left
- 2018 – Bible of Love
- 2019 – I Wanna Thank Me

### EP-skivor
- 2012 – Stoner's EP
- 2017 – Make America Crip Again
- 2018 – 220